# تقدیم به رم با عشق
تقدیم به رم با عشق (به انگلیسی: To Rome with Love) نام فیلم کمدی-رمانتیکی به کارگردانی وودی آلن، محصول سال ۲۰۱۲ است.

## خلاصه فیلم
این فیلم در شهر رمانتیک رم، داستان درهم پیچیده چند شخصیت متفاوت را به تصویر می‌کشد. کارمندی که به تازگی تبدیل به یک شخص مشهور شده، یک معمار که به خیابانی که در آنجا دوران دانشجویی‌اش را می‌گذرانده بازگشته‌است، یک زوج جوان که در حال گذراندن ماه‌عسل‌شان هستند، و یک کارگردان اپرا که ناامیدانه به دنبال خواننده‌های بااستعداد می‌گردد…

## بازیگران

### داستان هِیلی
- الیسون پیل در نقش «هِیلی»
- فلاویو پارنتی در نقش «میکل‌آنجلو»
- وودی آلن در نقش «جری» (پدر هیلی)
- جودی دیویس در نقش «فیلیس» (مادر هیلی)
- فابیو آرمیلیاتو در نقش «جانکارلو سانتولی» (پدر میکل‌آنجلو)

### داستان آنتونیو
- آلساندرو تیبری در نقش «آنتونیو» (همسر میلی)
- آلساندرا ماستروناردی در نقش «میلی» (همسر آنتونیو)
- پنه‌لوپه کروز در نقش «آنا» (فاحشه)
- سیمونا کاپارینی در نقش «جون» (عمهٔ آنتونیو)
- اورنلا موتی در نقش «پیا فوساری» (هنرپیشهٔ مشهور)
- آنتونیو آلبانیزه در نقش «لوکا سالتا» (هنرپیشهٔ مشهور)
- ریکاردو اسکامارچو در نقش «دزد هتل»
- روبرتو دلا کازا در نقش «عمو پائولو»
- جولیانو جما در نقش «مدیر هتل»

### داستان لئوپولدو
- روبرتو بنینی در نقش «لئوپولدو پیزانللو»
- مونیکا ناپو در نقش «سوفیا» (همسر لئوپولدو)
- چچیلیا کاپریوتی در نقش «سرافینا» (منشی رئیس)
- مارتا زوفولی در نقش «ماریسا راگوزو» (خبرنگار)
- کریستیانا پالاتزونی در نقش خودش (مجری خبری شبکهٔ TG3)
- سرچو سُلی در نقش رانندهٔ لئوپولدو

### داستان جان
- الک بالدوین در نقش «جان فوی» (یک آرشیتکت موفق)
- جسی آیزنبرگ در نقش «جک»
- گرتا گرویگ در نقش «سالی»
- الن پیج در نقش «مونیکا»
- لینو گوانچاله در نقش «لئوناردو»

## بازخورد
واکنش‌ها به فیلم مختلف و متنوع بوده‌است. راجر ایبرت فیلم را فاقد اتفاقات خاص، اما دارای لذت معمول فیلم‌های آلن می‌داند. اِی. اُ. اسکات در عین اشاره به بعضی ضعف‌های فیلم، تماشای آن را توصیه می‌کند. در عین حال، در سال ۲۰۱۶ رابی کالین این فیلم را در زمرهٔ بدترین آثار وودی آلن فهرست کرده‌است.
بعضی افرادی که در ساخت این فیلم مشارکت داشته‌اند از همکاری خود ابراز پشیمانی کرده‌اند.